# Betty la fea - La storia continua
Betty la fea - La storia continua (Betty, la fea: la historia continúa) è una serie televisiva colombiana prodotta nel 2023 da RCN Televisión e pubblicata in prima visione nel 2024 dal servizio di streaming on demand Prime Video. È il sequel della telenovela Betty la fea (1999), ma non tiene in considerazione gli eventi dello spin-off Ecomoda (2001).

## Trama
Il matrimonio di Betty e Armando, dopo una parentesi felice, da cinque anni è sull'orlo del fallimento: i due non vivono più insieme dopo una serie di avvenimenti occorsi all'Ecomoda e nella loro vita privata, e la loro figlia Mila ha un rapporto conflittuale con la madre.
Una nuova crisi finanziaria, porterà forzatamente Betty a riprendere la presidenza dell'azienda, ma soprattutto a riconsiderare la sua vita e le sue scelte passate.

## Episodi
| Stagione       | Episodi | Prima TV originale | Prima TV Italia |
| -------------- | ------- | ------------------ | --------------- |
| Prima stagione | 10      | 2024               | 2024            |

## Personaggi e interpreti

### Personaggi principali
- Beatriz Aurora "Betty" Pinzón Solano (stagione 1), interpretata da Ana María Orozco, doppiata in italiano da Ilaria Latini.[1]
- Armando Mendoza Sáenz (stagione 1), interpretato da Jorge Enrique Abello, doppiato in italiano da Andrea Lavagnino.[1]
- Nicolás Mora (stagione 1), interpretato da Mario Duarte, doppiato in italiano da Oreste Baldini.[1]
- Patricia "La Bionda Tinta" Fernández (stagione 1), interpretata da Lorna Cepeda, doppiata in italiano da Rossella Acerbo.[1]
- Marcela Valencia (stagione 1), interpretata da Natalia Ramírez, doppiata in italiano da Antonella Baldini.[1]
- Hugo Lombardi (stagione 1), interpretato da Julián Arango, doppiato in italiano da Franco Mannella.[1]
- Mario Calderón (stagione 1), interpretato da Ricardo Vélez, doppiato in italiano da Saverio Indrio.[1]
- Pascual Pabón (stagione 1), interpretato da Carlos "Pity" Camacho, doppiato in italiano da Massimiliano Alto.[1]
- Maria José "Majo" Arriaga (stagione 1), interpretata da Zharick León, doppiata in italiano da Gaia Bolognesi.[1]
- Esteban Ruiz (stagione 1), interpretato da Rodrigo Candamil, doppiato in italiano da Francesco Venditti.[1]
- Camila "Mila" Mendoza Pinzón (stagione 1), interpretata da Juanita Molina, doppiata in italiano da Luna Iansante.[1]
- Jeff Muriel (stagione 1), interpretato da Jerónimo Cantillo, doppiato in italiano da Mirko Cannella.[1]
- Ignacio "Nacho" Ortiz (stagione 1), interpretato da Sebastián Osorio, doppiato in italiano da Manuel Meli.[1]
- Hermes Pinzón Galarza (stagione 1), interpretato da Jorge Herrera, doppiato in italiano da Gianni Giuliano.[1]
- Bertha Muñoz (stagione 1), interpretata da Luces Velásquez, doppiata in italiano da Tiziana Avarista.[1]
- Freddy Contreras (stagione 1), interpretato da Julio Cesar Herrera, doppiata in italiano da Fabrizio Vidale.[1]
- Sandra Patiño (stagione 1), interpretata da Marcela Posada, doppiato in italiano da Sara Ferranti.[1]
- Carmen (stagione 1), interpretata da Valentina Lagarejo, doppiata in italiano da Giulia Catania.[1]
- Aura Maria Fuentes Rico (stagione 1), interpretat da Estefanía Gómez.[1]

### Personaggi ricorrenti
- Roberto Mendoza (stagione 1), interpretato da Kepa Amuchastegui, doppiato in italiano da Antonio Sanna.[1]
- Maria Beatriz Valencia (stagione 1), interpretata da Pilar Uribe, doppiata in italiano da Franca D'Amato.[1]
- Saúl Gutierrez (stagione 1), interpretato da Alberto León Jaramillo.[1]

## Produzione
La serie è stata annunciata il 6 luglio 2023 attraverso i canali social di Anamaria Orozco e di Jorge Enrique Abello. Le riprese sono iniziate nell'agosto del 2023 e si sono concluse nel dicembre dello stesso anno.
Protagonisti della serie sono Ana María Orozco e Jorge Enrique Abello, che rivestono i panni di Beatriz Pinzón Solano e di Armando Mendoza dopo oltre 20 anni.
Il 29 luglio 2024 è stato annunciato il rinnovo della serie per una seconda stagione.

## Distribuzione
La prima stagione della serie televisiva, composta da 10 episodi della durata variabile dai 37 ai 47 minuti l'uno, è stata distribuita in streaming on demand dalla piattaforma Prime Video dal 19 luglio al 16 agosto 2024, in lingua originale e in italiano.